# 龙泉观 (昆明)
龙泉观，位于中国云南省昆明市盘龙区（原属官渡区）茨坝街道黑龙潭社区黑龙潭公园内，是一座始建于元朝的道教建筑群。明朝洪武二十七年（1394年）建龙神祠，其后曾多次维修。现存门楼、雷神殿、祖师殿（又名北极殿）、玉皇殿、三清殿等建筑。祖师殿前有唐梅、宋柏、明茶“三异木”；南侧碑亭内保存着不少名人碑刻。1993年11月，云南省人民政府公布为第四批省级文物保护单位。
现云南省道教协会驻此道观内。

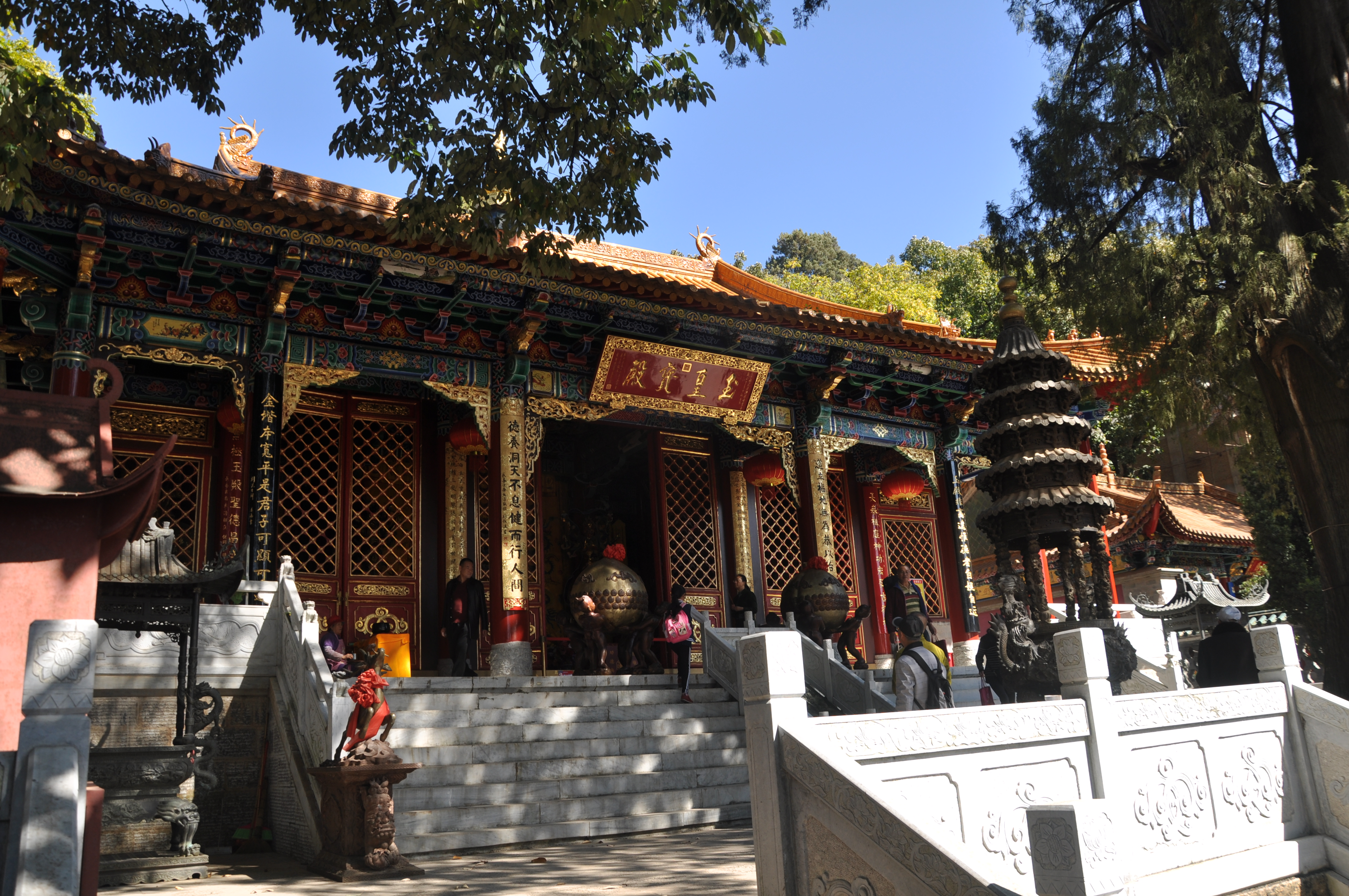
玉皇宝殿
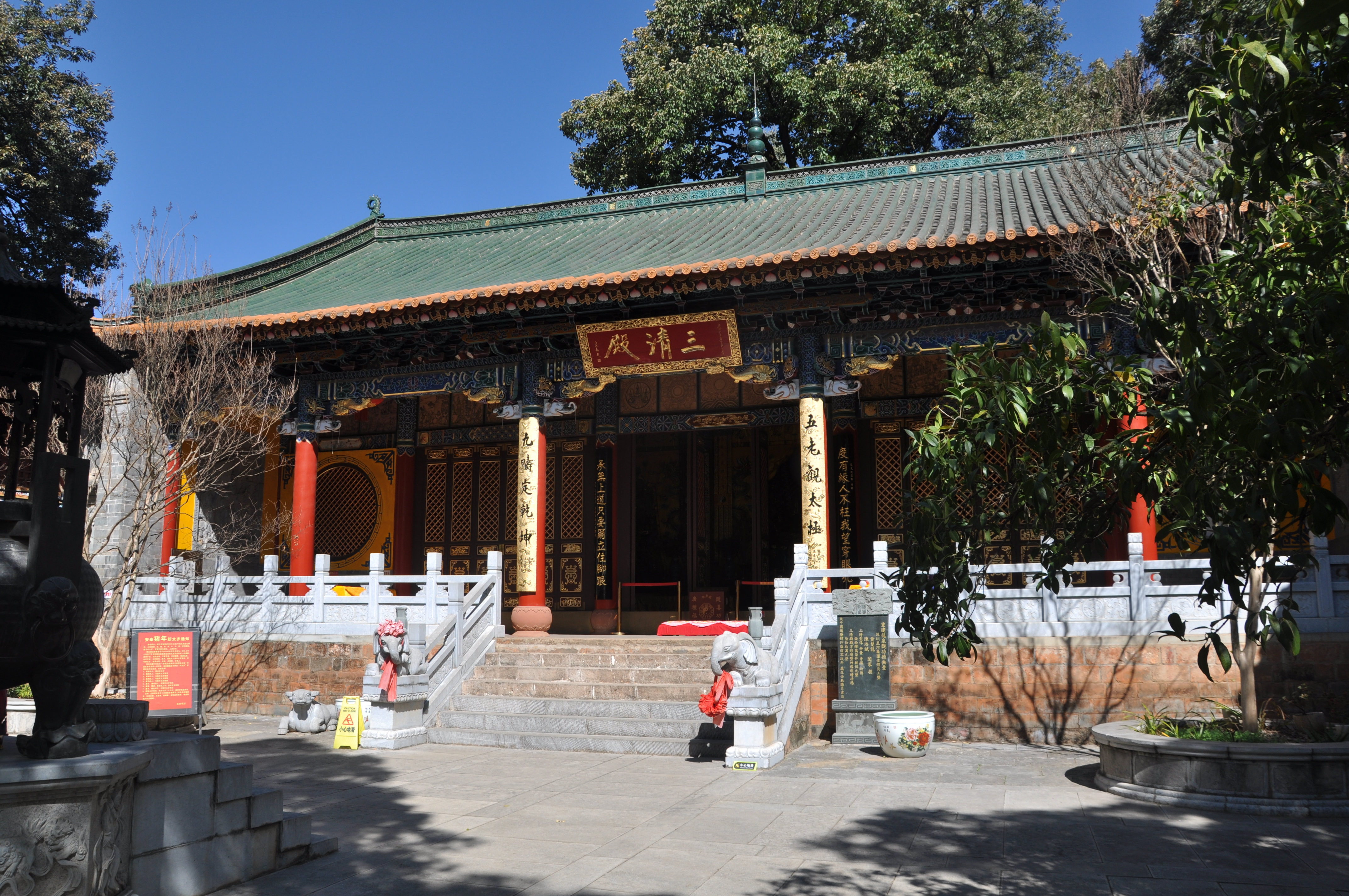
三清殿